# 반론
반론(反論, objection)은 전제, 논증, 결론에 대항해서 밝히는 이유 논증이다. 반박(反駁), 논박이라고도 한다.
반론은 전제, 주장 또는 결론에 반대하는 이유이다. 반론의 정의는 반론이 항상 논쟁(또는 반론)인지 아니면 질문과 같은 다른 움직임을 포함할 수 있는지에 따라 다양하다.
해당 주장의 참조 시점부터 소급하여 해당 주장에 대해 반론을 제기할 수 있다. 소크라테스 이전 철학자 파르메니데스가 창안한 이러한 형태의 반론은 일반적으로 소급 반론(retroactive refutation)이라고 불린다.

## 같이 보기
- 폴 그레이엄